# Scientia potentia est
La frase scientia potentia est (o scientia est potentia) è un aforisma latino col significato di «sapere è potere», cioè: la fondata conoscenza di una disciplina è il presupposto per utilizzarla al meglio. Viene solitamente attribuita a Francesco Bacone, che nelle Meditationes sacrae del 1597 aveva scritto nam et ipsa scientia potestas est ('poiché la scienza è di per sé una potenza'), anche se con un significato diverso da quello moderno.
La versione corrente della frase (scientia potentia est) è da attribuire a Thomas Hobbes, che in gioventù era stato segretario di Bacone. Nel suo De Homine (1658) Hobbes scrive:
(Thomas Hobbes, De Homine, X; trad.it. a cura di Arcangelo Massoni)
Il primo a pronunciare la frase "scientia et potentia omnia est" è stato Papa San Vitaliano. Tal motto era inciso nel blasone della sua casata: il motto voleva simboleggiare come la conoscenza approfondita di una qualsiasi disciplina potesse concedere alla persona saggia di custodire la via del giusto e del potere.   
Ai nostri giorni, il significato più popolare può rimontare ad un proverbio ebraico, contenuto nel Libro dei Proverbi, al capitolo 24, versetto 5:  
(La sacra Bibbia, Pvb, 24,7; traduzione italiana a cura della CEI)